# Eastman Chemical Company
Eastman Chemical Company — американская химическая компания. Штаб-квартира компании расположена в Кингспорте, штат Теннесси. Компания была образована в 1994 году отделением химического бизнеса от Eastman Kodak.
В списке крупнейших публичных компаний мира Forbes Global 2000 за 2023 год Eastman Chemical заняла 1417-е место. В списке крупнейших компаний США Fortune 500 заняла 377-е место.

## История
Eastman Chemical появилась в 1920 году в Теннесси как дочерняя химическая компания производителя фотооборудования Eastman Kodak. В 1952 году в Техасе была создана ещё одна дочерняя химическая компания, в 1953 году они были объединены в Eastman Chemical Products, Inc. Продукция этой компании включала спирты, пластмассы и синтетические волокна для промышленности. В конце 1993 года Eastman Chemical была отделена в самостоятельную компанию.
В составе Eastman Kodak компания ориентировалась на производство материалов и реактивов для фотографии, а обретя независимость начала избавляться от убыточных производств. В 2004 году были проданы предприятия по производству чернил и мономеров, в 2006—2010 годах — предприятия по производству полиэтилена и полиэтилена терефталата. В 2012 году была куплена компания Solutia, а в 2014 году — Taminco Corporation, два производителя узкоспециализированных химикатов.

## Деятельность
Производственные мощности Eastman Chemical насчитывают 41 предприятия в 12 странах.
Основные подразделения по состоянию на 2021 год:
- Добавки и функциональные продукты — пищевые добавки, агрохимия, ингридиеты для косметики, химикаты для производство стройматериалов, шин и электроники; выручка 3,7 млрд долларов.
- Прогрессивные материалы — специализировнные плёнки, полимеры и пластмассы; выручка 3,0 млрд долларов.
- Промежуточные соединения — целлюлозные биополимеры, ацетилы, олефины, алкиламины; выручка 2,8 млрд долларов.
- Волокна — ацетатное и целлюлозное волокно, нетканые текстильные материалы; выручка 0,9 млрд долларов.

Основные регионы деятельности:
- США и Канада — выручка 4,6 млрд долларов.
- Европа, Ближний Восток и Африка — выручка 2,7 млрд долларов.
- Азиатско-Тихоокеанский регион — выручка 2,5 млрд долларов.
- Латинская Америка — выручка 0,6 млрд долларов.